# Brownleea galpinii
Brownleea galpinii es una especie de orquídea de hábitos terrestres que está estrechamente relacionado con Disa. Se encuentra en Zimbabue y Sudáfrica, donde vive en zonas elevadas, con lluvias de verano, especialmente en las laderas de montañas. Existe en Lesoto una  variedad más robusta llamada Brownleea galpinii subsp. major (Bolus) H.P.Linder.

## Descripción
Son orquídeas que tienen un tamaño pequeño a mediano, prefiere un clima fresco a frío. Tiene hábitos terrestres con tubérculos testiculares dando lugar a un tallo erecto que lleva 2 a 4 hojas, lineales, plegadas, la parte superior mucho más pequeña que las hojas inferiores. Florece a finales del verano y principios del otoño en una inflorescencia terminal, de 15 cm a 25 de largo, con 5 a 25  flores en corimbos.

## Distribución y hábitat
Se encuentra en Zimbabue, Lesoto, Natal y Transvaal en Sudáfrica en pastizales, orillas de los arroyos y filtraciones a una altitud de 1500 a 2250 metros.  

## Taxonomía
Brownleea galpinii fue descrita por Harry Bolus  y publicado en Icones Orchidearum Austro-Africanarum Extra-Tropicarum 1: t. 42. 1924.
Etimología
Brownleea fue descrito en 1842 por William Henry Harvey, que eligió este nombre en honor del reverendo John Brownlee , que le enviaba las plantas.
galpinii: epíteto otorgado en honor de Galpin botánico sudafricano de 1800 y principios de 1900.
Variedades
- Brownleea galpinii subsp. galpinii
- Brownleea galpinii subsp. major (Bolus) H.P.Linder

Sinonimia
- Brownleea fanniniae Rolfe 1920;
- Brownleea flavescens Schltr. 1924;
- Brownleea galpinii subsp. major (Bolus) H.P.Linder 1981;
- Brownleea galpinii var. major Bolus 1893;
- Brownleea leucantha Schltr. 1924[6][4]